# Valentin Magnan
Valentin Magnan (Perpinyà, 16 de març del 1835 - París, 27 de setembre del 1916) va ser un psiquiatre rossellonès. Hom l'anomenava el "Maître de Sainte-Anne" i el "Bénédictin de Sainte-Anne" perquè va fer gairebé tota la carrera professional a l'hospital del mateix nom.

## Biografia
Va començar la seva formació estudiant medicina a Montpeller i a Lió per posteriorment entrar a l'internat dels Hospitals de París (que va fer a l'hospital de Bicêtre, actualment centre hospitalari universitari, el 1863), on va tenir per mestres Louis-Victor Marcé (1828-1864), Prosper Lucas (1808-1885), Jules Baillarger (1809-1890) i Jean-Pierre Falret (1794-1870). Presentà la seva tesi doctoral el 1866. Del 1867 al 1912 va treballar a l'Hospital de Santa Anna, on entrà com a metge intern a càrrec del nounat servei d'admissions i acabaria esdevenint-hi (1879) metge en cap; durant força temps va ser-hi col·lega de Gustave Bouchereau (1835-1900). El 1875 havia fundat una clínica privada a un castell a Surenes, i després de jubilar-se a Sainte Anne hi dedicà els darrers anys de la carrera professional.
Magnan fou una figura important de la psiquiatria francesa de la segona meitat del segle xix. Se'l recorda per haver expandit el concepte de degeneració, exposat inicialment en el camp de la psiquiatria per Bénédict Augustin Morel (1809-1873). La teoria de Magnan parlava d'una forma de "biologia evolucionària", basada en un precepte hereditari. Emprà termes com bouffée délirante (al·lucinació psicòtica transitòria, o trastorn psicòtic breu) i, especialment Délire chronique à évolution systématique (deliris crònics d'evolució sistemàtica), per a categoritzar determinades malalties mentals i desenvolupà aquests darrer concepte al llibre que, conjuntament amb el psiquiatre Paul Sérieux (1864-1947), publicà amb el mateix títol (Le délire ... 1892). També advocà per la millora en les condicions del tractament dels alienats: propugnà el sistema de portes obertes, la supressió de les camises de força, l'eliminació de les cel·les d'aïllament i de les corretges als llits. Preocupat pels estralls que l'alcoholisme causava Magnan defensà que el consum generós d'acohols, especialment d'absenta, era un factor important en el declivi que creia veure en la cultura francesa contemporània. En els seus estudis sobre l'aquesta beguda intentà de provar un "efecte absenta" que no es produïa en la consumpció d'altres varietats d'alcohols, i suggerí que els deliris causats per ingerir-la excessivament diferien del "delirium tremens" experimentat en altres casos d'alcoholisme. En els seus experiments amb animals de laboratori, Magnan els exposà a essència de donzell (Artemisia absinthium, la planta que es fa servir en la preparació de l'absenta), en comptes d'emprar la beguda (que només conté una petita proporció de donzell), i observà convulsions epilèptiques en els animals exposats a altres concentracions de donzell. Modernament s'ha discutit que d'aquestes conclusions se'n pogués inferir la toxicitat de l'absenta com a beguda pels humans.
Formà diverses generacions de psiquiatres i entre els seus deixebles es poden destacar Eugen Bleuer, Gatian de Clérambault, Honoré Saury i Paul-Maurice Legrain.
El 1893 va ser elegit membre de l'Acadèmia Francesa de Medicina. També fou admès a l'Acadèmia Francesa de les Ciències; havia estat vicepresident de la "Société de Biologie" i president de la "Société médico-psychologique". Va ser ordenat cavaller de la Legió d'Honor, i té carrers dedicats a París i a Perpinyà.

### Síndromede Magnan
- La "síndrome de Magnan" (o de "Magnan-Saury") és una sensació il·lusòria de tenir petites coses arrossegant-se per dessota la pell del cos (sensació de formicació). Aquesta al·lucinació és considerada una parestèsia en la psicosi dels addictes a la cocaïna. L'associació de la síndrome amb la figura de Magnan prové del primer article que descrivia la síndrome, que publicaren conjuntament el psiquiatre rossellonès i un deixeble, Honoré Saury, a l'article Trois cas de cocainisme chronique a Comptes Rendus Hebdomadaires des Séances et Mémoires de la Société de Biologie 41 (1889) p. 60-63.

## Obres
(selecció)
- Accidents déterminés par l'abus de la liqueur d'absinthe, a Union Médicale 93 (1864) p. 227-232; 94 (1864) p. 257-262
- Sur l'action toxique de l'essence d'absinthe, a Comptes Rendues de l'Académie de Sciences 58 (1864) p. 628–629
- Étude expérimentale et clinique sur l'alcoolisme, alcool et absinthe: épilepsie absinthique Paris: Typ. de Renou et Laude, 1871
- Valentin Magnan; L.-Gustave Bouchereau Statistique des alcooliques Paris: Imprimerie E Donnaud, 1872
- De l'hémi-anesthésie, de la sensibilité générale et des sens dans l'alcoolisme chronique Paris: Martinet, 1873 (extret de la Gazette hebdomadaire de médecine et de chirurgie, 1873)
- De l'alcoolisme, des diverses formes du délire alcoolique et de leur traitement Paris: Adrien Delahaye, 1874
  - On alcoholism : the various forms of alcoholic delirium and their treatment London: H.K.Lewis, 1876
- Recherches sur les centres nerveux. Pathologie et physiologie pathologique Paris: G. Masson, 1876 [Volum I]
- De l'action comparative de l'alcool et de l'abinthe Paris: Imprimerie Nationale, 1879
- Marcel Briand, recopilador i editor Leçons cliniques sur l'épilepsie : leçons faites à l'asile Sainte-Anne par M. V. Magnan Paris: A. Delahaye et E. Lecrosnier : aux bureaux du "Progrès médical", 1882
- Marcel Briand, recopilador i editor Leçons cliniques sur la dipsomanie : faites à l'asile Sainte-Anne par M. V. Magnan Paris: A. Delahaye et E. Lecrosnier, 1884
- Jean-Martin Charcot; Valentin Magnan Inversion du sens génital et autres perversions sexuelles Paris: Bureaux du "Progrès médical", V.-A. Delahaye et Lecrosnier, 1883 (reimpressió: Paris: Frénésie Editions, 1987 ISBN 2906225061)
- Des anomalies, des aberrations et des perversions sexuelles Paris: Bureaux du "Progrès médical", V.-A. Delahaye et Lecrosnier, 1885 [9]
- Leçons cliniques sur les maladies mentales Paris: Progrès médical: A. Delahaye et E. Lecrosnier, 1887
- Valentin Magnan; Honoré Saury Trois cas de cocainisme chronique, a Comptes Rendus Hebdomadaires des Séances et Mémoires de la Société de Biologie 41 (1889) p. 60-63
- Valentin Magnan; Paul Sérieux Le délire chronique à évolution systématique Paris: Gauthier-Villars et fils : Georges Masson, 1892 (reimpressió: Paris: l'Harmattan, 1998, ISBN 9782738466846 )
- Recherches sur les centres nerveux : Alcoolisme, Folie des héréditaires dégénérés, Paralysie générale, médecine légale Paris: G. Masson, 1893 [Volum II]
- Valentin Magnan; Paul-Maurice Legrain Les dégénérés (état mental et syndromes épisodiques) Paris: Rueff, 1895
- Marcel Briand, recopilador i editor Leçons cliniques sur les maladies mentales : faites a l'asile clinique (Sainte-Anne) par V. Magnan Paris: Bureaux du Progrès Medical : Battaille, 1900 (2e édition)
- Les dégénérés Paris: Rueff et Cie, 1909 (facsímil: New York: Elibron Classics, 2005 ISBN 1421241250 )
- Valentin Magnan; Alfred Fillassier Alcoholism and degeneracy, a Problems in Eugenics : Papers comunicated to the First International Eugenics Congress Adelphi: The Eugenics Education Society, 1912  Arxivat 2012-05-18 a Wayback Machine.